# 라디오 (2003년 영화)
《라디오》(영어: Radio)는 미국에서 제작된 마이클 톨린 감독의 2003년 전기 스포츠 드라마 영화이다. 큐바 구딩 주니어, 에드 해리스 등이 출연하였고, 허브 게인스 등이 제작에 참여하였다.

## 출연진
- 큐바 구딩 주니어
- 에드 해리스
- 데브라 윙어
- S. 이페이사 머커슨
- 세라 드루
- 앨프리 우더드
- 브렌트 섹스턴
- 라일리 스미스
- 크리스 멀키
- 패트릭 브린

## 기타 제작진
- 협력 제작: 티어 터너
- 배역: 마저리 심킨
- 미술: 클레이 A. 그리피스
- 세트: 로버트 그린필드
- 의상: 데니즈 윈게이트